# Tribunal del Breu Apostòlic
El tribunal del Breu era un tribunal creat al segle xvi a través del qual la monarquia a Catalunya podia castigar els clergues delinqüents sense haver-se de preocupar per les immunitats eclesiàstiques. Es tractava, en general, d'iniciatives jurídicament ben fonamentades.
L'estament clerical era nombrós, especialment al Principat, on representava el 6% de la població, i eren freqüents l'absentisme i l'acumulació de càrrecs, així com es donava el cas de menors d'edat entre els clergues beneficiats; la presència d'alguns clergues entre els bandolers a la Catalunya Vella portà a la creació del tribunal del Breu Apostòlic (1525), confiat al bisbe de Girona.